# Narom
El narom (de vegades escrit narum) és una llengua malaiopolinèsia de la branca de baram inferior. La parlen uns 2.420 naroms a Sarawak, Malàisia, i particularment a la divisió Miri i la zona al sud de la desembocadura del riu Baram. La llengua té tres dialectes: el bakong, el dali' i el miri'.